# 閏日
閏日（うるうび、じゅんじつ）とは、太陽暦では季節（天動説では太陽の運行）と暦のずれとを、太陰暦では朔望月（月の運行）とのずれを補正する暦日のことである。

## 代表的な暦法における閏日

### 西暦（ユリウス暦とグレゴリオ暦）
西暦は代表的な太陽暦である。
ユリウス暦では4年に1度、グレゴリオ暦では400年に97度、閏年とし、2月の日数を1日増加させる。このとき付け加えられた日が閏日である。グレゴリオ暦では加えられる日は2月29日である。ユリウス暦からグレゴリオ暦に改暦した歴史的な理由から2月24日を閏日とする国もある。これについては後述する。
閏日を2月に置くことの由来は、初期のローマ暦では年始は3月1日とし、2月が年末の月であって、閏月が2月の次に置かれた事に由来する。その後、ローマ暦を改暦したユリウス暦やグレゴリオ暦でも閏日を置く月を2月とし、現在に至っている。

### ヒジュラ暦（イスラム暦）
ヒジュラ暦は、代表的な太陰暦（純粋太陰暦）であり、ズー・アル＝ヒッジャ月（第12月）の30日目を閏日とする。

## 欧州における歴史
紀元前713年、最初のローマ暦を改変し、閏年では2月の日数を減らして23日とし、2月23日と3月1日の間に27日間または28日間の閏月を入れた。この規則がその後も踏襲され、2月24日の翌日に閏月を入れることが続いた。
最終期のローマ暦は、平年の1年の長さは355日とした。4年に2度、22日間または23日間の閏月を交互に挿入した。22日間の閏月は2月23日の翌日から、23日間の閏月は2月24日の翌日から挿入した。挿入した日から月末までの27日間を閏月とした。
このローマ暦を改変したユリウス暦では、閏日の置かれる日は引き続き2月24日の翌日とした。ただし、各月の日数を従来の29ないし30日から、30ないし31日に増やして平年を365日として、置かれる閏日は1日となった。ユリウス暦を改変したグレゴリオ暦では、閏日を置く日をそのまま引き継がず、2月28日の翌日である2月29日を閏日とした。
欧州連合は、閏日としてより相応しい日は2月29日であると決めた。ローマ・カトリック教会も2月29日を閏日であると宣言した。グレゴリオ暦を定めたローマ・カトリック教会がこの決定をしたことにより、今後は2月29日が閏日として定着する可能性は高い。しかし、非カトリック（東方教会など）圏の国で聖名祝日の決定を厳密に行う国においては、今後も2月24日が閏日とされる模様である。
2月24日が閏日とされてきた理由はもう一つある。ローマ暦、ユリウス暦では逆算式で日付を数えた。例えば、5月の末日を「5月31日」ではなく「6月月初の前日」と数えた。ユリウス暦での閏日の挿入方法を厳密に表すと「閏年には3月1日の6日前と5日前の間に1日間の閏日を挿入する」となる。閏日にあたる日は、bissextus（2度目の6日前）と呼んだ。当時の書き方だと「2月28日」は「3月月初の前日」になる。ここで2月28日の翌日に閏日を挿入すると、「3月月初の前日」は元々この名前がつけられている2月の第28番目の日を指しているのか、それとも言葉の意味どおり3月1日の前日である2月29日を指しているのかわからなくなる。この混乱を防ぐための措置がその後も続けられた。

### 聖名祝日
日本にはなじみがないが、東欧や北欧諸国には聖名祝日がある。これは、1月1日から12月31日までのすべての日に別々の名（主に聖者の名）がついているというものである（聖人暦）。そしてこれは子供の名前をつけるときなどの重要な要素にもなる。この風習のある国は、閏日を2月29日にすることはできない。なぜなら、2月29日を守護する聖者はいないからである。これらの国の場合、2月24日から28日までの聖者は閏年に限りそれぞれ1日ずつあとの日を守護する。具体的には、平年に2月27日を守護している聖者は閏年には2月28日を守護する。閏年の2月29日は、平年の2月28日の守護聖人が守護しているので心配せずに一日を暮らすことができる。では閏年の2月24日の守護聖人は誰かというと、平年の2月24日の守護聖人が兼ねている。
そして閏日は途中で意味を変え、下記のイギリスの例のような地方の祭日の基準日ともなった。このため、閏日を2月24日とする措置はその後も続いた。

## 平年における誕生日
2月29日生まれの平年における年齢計算は国により異なる。たとえば、イギリスや香港では3月1日に加齢され、日本やニュージーランドでは2月28日に加齢される。

### 日本
日本でグレゴリオ暦を採用する際、2月を閏月としたが、2月のいずれの日を閏日とするかは定めていない（詳細は「閏年#日本における閏年の根拠法」を参照）。
日本においては、年齢計算ニ関スル法律（1902年）により、誕生日前日の終了時（午後12時=24時）をもって加齢するため、2月29日生まれの者は、平年・閏年を問わず、毎年2月28日午後12時に加齢されており、平年にあっては3月1日生まれの者と同じである。2月29日生まれの者は、戸籍法上、2月29日生まれとして記載され、2月28日や3月1日と記載されることはない。
なお、誕生日を基準に何かを定める場合（行政手続、誕生日会等のイベント、割引等の特典など）、平年においては誕生日が存在しないため、その前後の日（2月28日又は3月1日）のいずれかを「みなし誕生日」とする必要が生じる。日本の法律上の資格には、資格者の誕生日を基準として有効期間や更新期間を定めているものが3つあり、いずれも、手続上平年の誕生日は2月28日とみなすことになっている。もっとも、これらは当該行政手続における「みなし誕生日」であり、一般的な年齢計算とは無関係である。また、日常生活における「みなし誕生日」を強制するものでもない。日常生活においては、「月単位ではあくまで2月生まれのため、（2月末日という意味で）2月28日とみなす」という考え方と、「日単位ではあくまで2月28日の次の日のため、（あるいは年齢計算では3月1日生まれの者と同じため）3月1日とみなす」という考え方の2通りがある。

## 経済指標との関係
閏日があると平年より一日多いため、食品や外食なども平年より一日多く購入される。よってGDPなどの経済指標が平年より多くなる。例えば内閣府が2016年5月18日に発表した2016年の1~3月期のGDP速報値は前年比0.4%増。年率換算1.7%増であったが、うるう年で増えた分を除くと実勢は0%台半ばになる。